# (17858) Beaugé
Pour les articles homonymes, voir Beaugé.
(17858) Beaugé, désignation internationale (17858) Beauge, est un astéroïde de la ceinture principale.

## Description
(17858) Beauge est un astéroïde de la ceinture principale. Il fut découvert le 22 mai 1998 à la station Anderson Mesa par le programme LONEOS. Il présente une orbite caractérisée par un demi-grand axe de 2,30 UA, une excentricité de 0,23 et une inclinaison de 5,1° par rapport à l'écliptique.

## Compléments